# David Inquel
David Inquel (Lorient, 22 de junio de 1972) es un judoka francés, que con una estatura de  1,76 m y un peso de 81 kg ha participado en diferentes eventos deportivos a nivel nacional de su país y también internacional. En 1996 participó en el Mundial de Judo organizado en Quebec, Canadá, en quedando en 4º puesto, también a nivel continental participó en 1998 en Varsovia, Polonia y en 1999 en su natal Francia organizado en París.